# Kupfergrube Sadisdorf

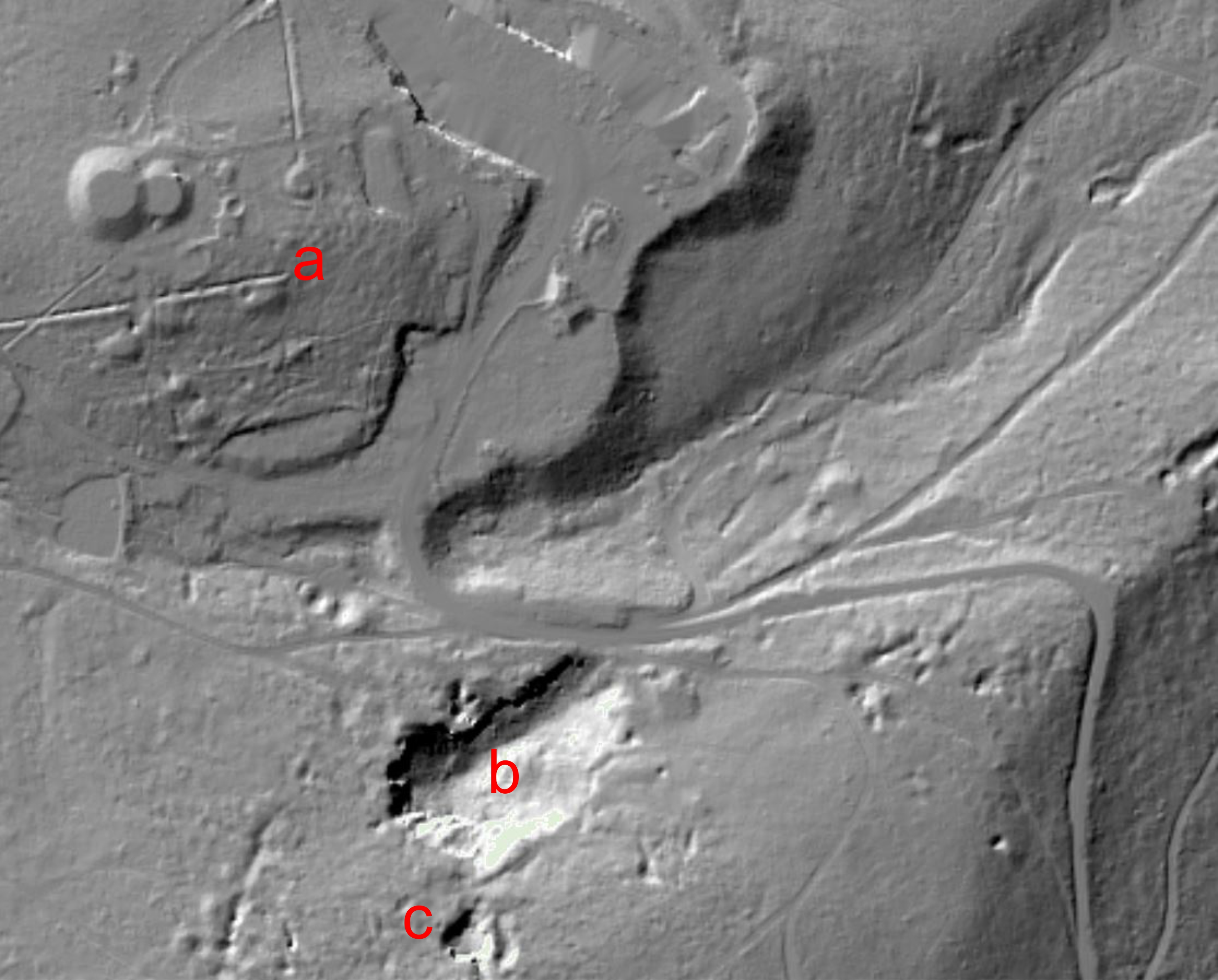
LIDAR-Scan des ehemaligen Betriebsgeländes der Kupfergrube Sadisdorf (a), der Kupfergrübner Pinge (b) und der Pinge „Auferstehung Christi“ (c), von Nord nach Süd.

Die Kupfergrube Sadisdorf ist ein Bergbaugebiet im Bereich der Ortschaften Sadisdorf, Hennersdorf und Niederpöbel im Osterzgebirge (Sachsen). Mit mehreren Unterbrechungen wurde um Sadisdorf von 1473 bis 1953 Zinn, Silber und Kupfer abgebaut. In den letzten Betriebsperioden wurden außerdem Wolfram- und Molybdänerze gewonnen. 2017/2018 wurden erfolgreiche Erkundungsarbeiten auf Lithium durchgeführt.
Die eigentliche „Kupfergrube“ bezeichnet die Grubengebäude und übertägigen Anlagen im Bereich der „Kupfergrübner Pinge“ und des „Kupfergrübener Schachtes“. Benachbarte Grubenbetriebe sind der Teilbereich „Zinnklüfte“, der Perlschacht bei Niederpöbel und das Abbaugebiet „Eule“.

## Geologie

### Lagerstättenstruktur

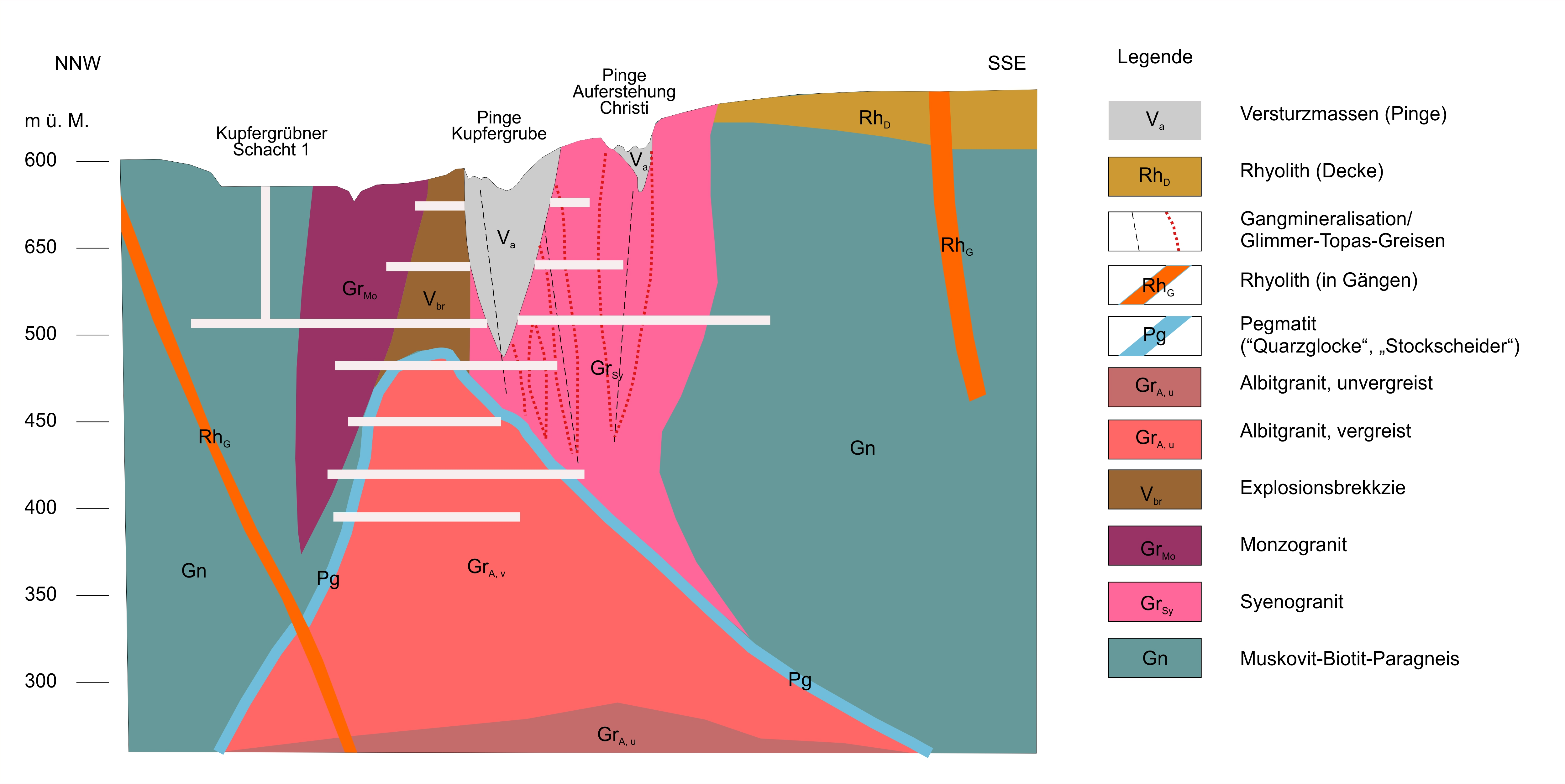
Lagerstättenschnitt im Bereich des Kupfergrübner Schachtes und der Pinge, modifiziert nach

Die Lagerstätte Sadisdorf ist eine Kombination einer Imprägnations- (Greisen) mit einer Ganglagerstätte mit einem komplexen Aufbau.
Das Rahmengestein der Sadisdorfer Erzlagerstätte besteht aus Biotit- und Muskovitgneis mit eingeschalteten Amphiboliten. Darin eingelagert sind der Teplice-Rhyolith und Ausläufer der Sayda-Berggießhübler Rhyolithgänge. Außerdem sind Explosionsbrekzien vorhanden, welche die Metamorphite vor den Granitintrusionen durchschlugen. Diese Intrusionen bestehen aus dem Sadisdorfer Granit, einem dreiphasig intrudierten Granitkörper, der im Bereich der Sadisdorfer Pinge kleinflächig ansteht bzw. aufgeschlossen ist. Die Dreiphasigkeit wurde mit einem Magmenaufstieg eingeleitet, aus dem sich ein Syenogranit (auch „Außengranit“) bildete. Die zweite Granitintrusion erfolgte im Kontaktbereich zwischen Gneis und Syenogranit in Form eines 100 m mächtigen Monzogranites. Das jüngste Intrusionsereignis besteht aus einem im oberen Bereich vergreisten Albitgranit (auch „Innengranit“), der den liegenden Teil der Lagerstätte darstellt.
Weiterhin ist eine Pegmatit-Bildung im Grenzbereich zwischen dem Syeno- und Albitgranit sowie der Exlosivbrekzie vorhanden, die auch als „Stockscheider“ oder „Quarzglocke“ bezeichnet wird. Zudem existieren schlauchförmige, sulfidvererzte Intrusionsbrekzien.

### Mineralogie und Vererzungstypen

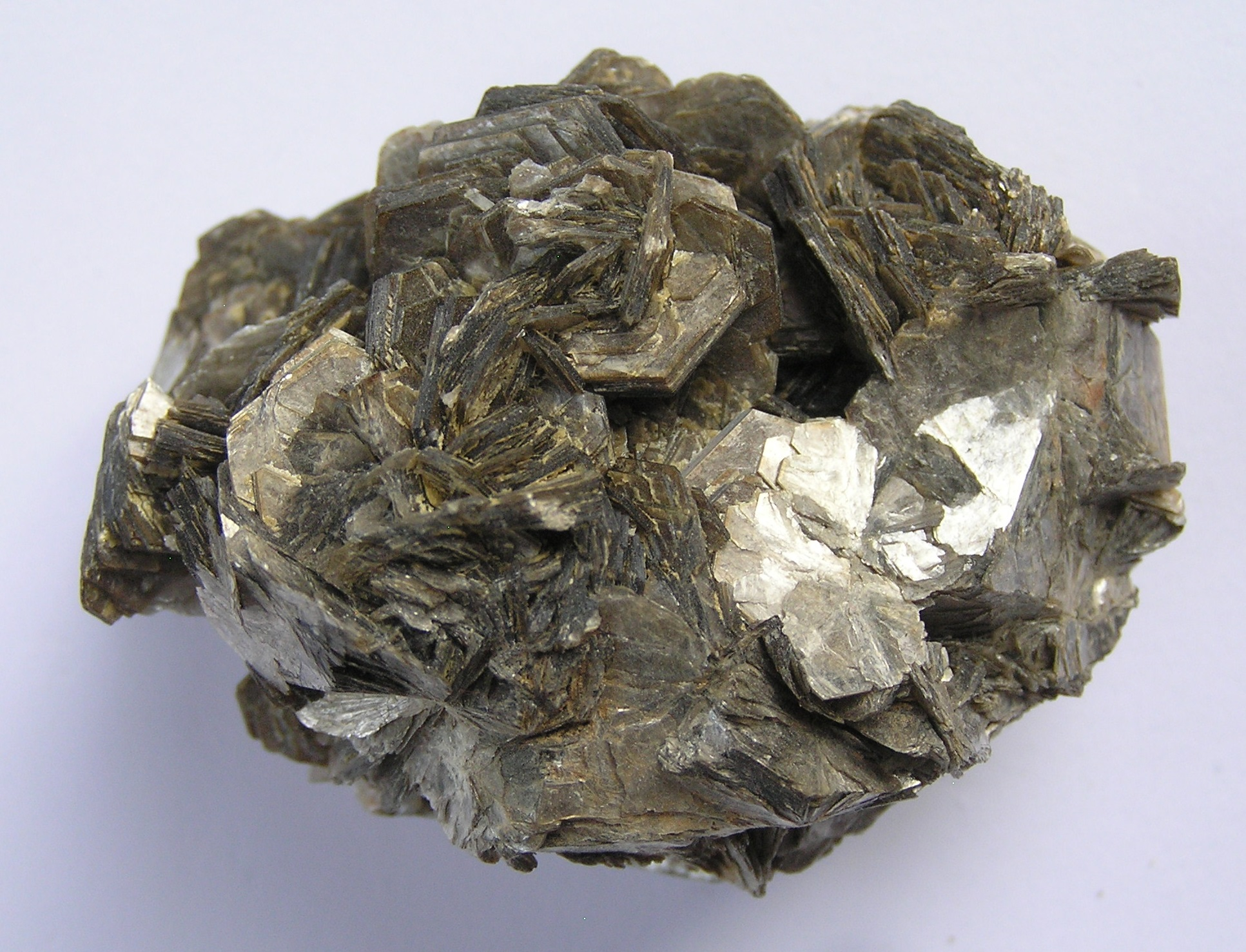
Beispielabbildung einer Zinnwaldit-Stufe aus der Typuslokalität Zinnwald

Ähnlich kompliziert wie die geologisch-tektonischen Verhältnisse stellen sich die mineralogisch-strukturellen Verhältnisse der Erzkörper dar. Der Greisen des Sadisdorfer Außengranits (an dieser Stelle als eigenständiger Vererzungstyp betrachtet) ist ein feinkörniges, durch Glimmer dunkel gefärbtes Gestein, das aus Quarz, Topas, Fluorit und Glimmer besteht. Das Erz in den Greisentrümern ist vorwiegend Kassiterit, begleitet von wenig Wolframit sowie Pyrit, Chalkopyrit und gediegen Wismut. Der mittelkörnige Greisen des Innengranits besteht ebenfalls aus Quarz, Topas und Glimmer mit etwas Fluorit. Er ist mit Kassiterit, Wolframit, gediegen Wismut, Hämatit sowie Pyrit, Chalkopyrit, Stannit (Stannin), Sphalerit, Galenit, Bismuthinit und Emplektit mineralisiert. Der Innengreisen einschließlich dessen pegmatitischer Randfazies („Quarzglocke“, „Stockscheider“) besitzt die höchsten Scandium-, Niob- und Tantalgehalte aller erzgebirgischen Lagerstätten. Dieser Lagerstättenteil besteht aus großkristallinem Quarz, wenig Glimmer und Topas sowie reichlich Wolframit, der teilweise in Scheelit umgewandelt ist. Erwähnenswert ist außerdem ein Quarzgang mit einer intensiven Molybdänitmineralisation.
Bei den für die erzgebirgische Erzlagerstätten typischen, an tektonische Kluft- und Rissbildungen gebundenen Gangvererzungen handelt es sich um Absätze der Zinn-Wolfram- und der Quarz-Polymetall-Assoziation. Die Zinnerzgänge haben eine enge Beziehung zum Granit. Die jüngeren hydrothermalen Gänge mit Sulfiden, Uraninit, Fluorit, Baryt und seltener BiCoNiAg-Bildungen sind dagegen über die gesamte Lagerstätte verteilt. Im weiter vom Granit entfernten Bereich von Niederpöbel überwiegen diese hydrothermalen Gänge. Die Sulfidmineralisationen der älteren, überkritischen Quarz-Kassiterit-Gänge haben einen Indikatorchrakter für Zinn, während dieser bei den jüngeren hydrothermalen Gängen der Quarz-Polymetall-Assoziation fehlt.
Die Umgebung der Gangvererzungen weist außerdem Vergreisungen auf. Weiterhin haben sich parallel zu den Rhyolithgängen Erzgänge gebildet, die als Übergangstypen der oben beschriebenen Mineralisationsabfolgen anzusehen sind. Die Vererzung der Intrusionsbrekzien enthalten eine Anreicherung von Kupfersulfiden, so dass neben Zinn und Silber auch Kupfer als Nebenprodukt gewonnen wurde, was zu der Bezeichnung „Kupfergrube“ führte.
Zinn, das über Jahrhunderte die Hauptgewinnungskomponente darstellte, tritt hauptsächlich in Form von Kassiterit auf und liegt in folgenden Vergreisungs- und Mineralisationstypen vor:
- Gänge und Trümer im Endo-/Exokontaktbereich
- Stockwerke im Endo-/Exokontaktbereich
- mineralisierte Kuppeln und „Flöze“ (Lagergänge) im Endokontaktbereich
- Brekzien im Endo-/Exokontaktbereich
- in stratiformen Metasomatiten im Exokontaktbereich[2][3]

Perspektivisch zu gewinnendes Lithium ist an Glimmerminerale (u. a. Zinnwaldit) gebunden. Im Bereich des vergreisten Syenogranits („Außengreisen“) wird dabei von einer meist vertikalen Orientierung der Mineralisation parallel zu Bruchstrukturen ausgegangen. Der vergreiste Albitgranit („Innengreisen“) wird von einer kuppelförmigen Greisenzone begleitet, die höhere Anteile an lithiumhaltigen Glimmern enthält.
Prinzipiell ist für die Lagerstätte Sadisdorf eine Zonierung von Mineralisationen zu konstatieren, die sich bezüglich der Zinn-, Lithium- und Wolframgehalte aber auch anhand des allgemeinen Fraktionierungsgrades der jeweiligen petrografischen Einheiten differenzieren lassen.
Weiterhin enthalten die Mineralisationen, wenn auch in geringeren Gehalten, die Elemente Molybdän, Wismut, Tantal, Gold, Scandium und Zink.

## Geschichte

### Spätes Mittelalter bis 1769

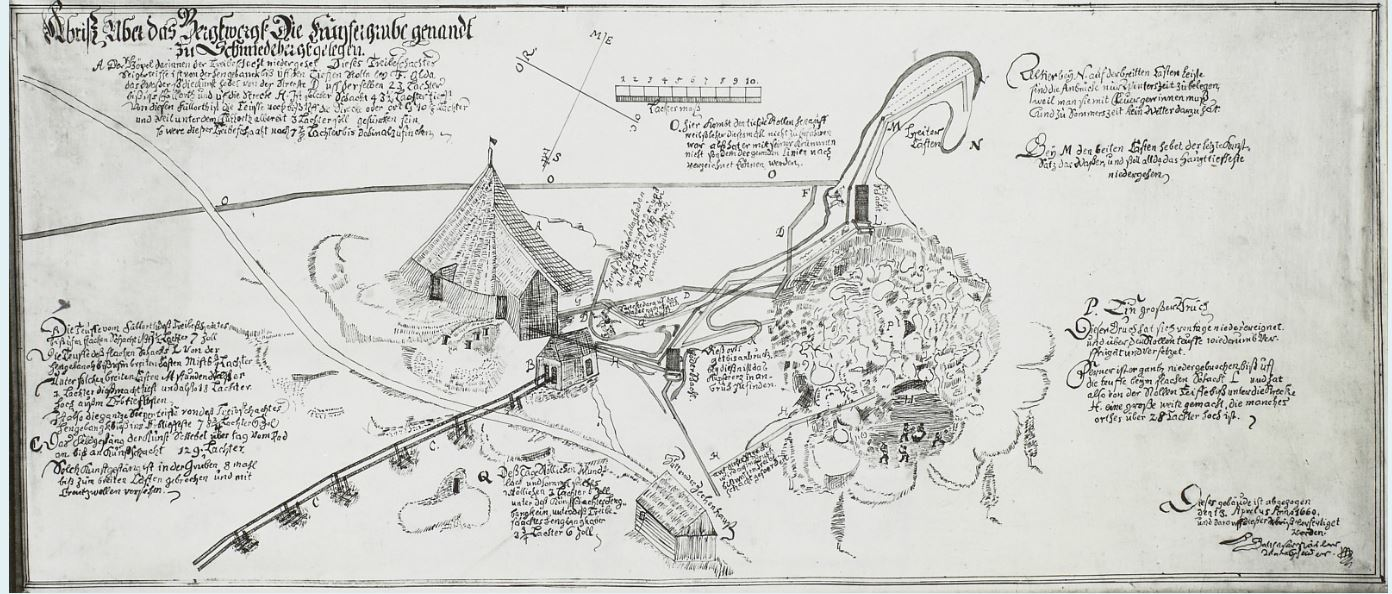
Die Tagesanlagen um 1660, Zeichnung von Balthasar Rösler

Die Anfänge des Bergbaus im Betrachtungsraum können um den Zeitraum zwischen 1270 und 1280 datiert werden. Hierfür existieren zwar keine schriftlichen Belege, jedoch kann im Ergebnis intensiver montanarchäologischer Untersuchungen dieser Zeitraum als gesichert angenommen werden. Die Datierung beruht auf einer Vielzahl dendrochronologischer Analysen an geborgenen Grubenhölzern, deren Anzahl eine hinreichende statistische Sicherheit gewährleistet.
Anlass für die Untersuchungen war der geplante (und inzwischen weitestgehend realisierte) Bau der Hochwasserschutzanlage Niederpöbel. Deren Baufeld befindet sich aus geologisch-lagerstättenkundlichen Sicht am südlichen Randbereich der Sadisdorfer Erzlagerstätte. In einiger Entfernung zu den granitischen Intrusivkörpern besteht die Vererzung hier vor allem aus sulfidischen Gängen mit greisenartiger lateraler Imprägnation des Nebengesteins. In der Dammachse des Bauwerkes waren an beiden Talflanken bergbauliche Relikte wie Pingen, Halden, Meilerplätze usw. bekannt. Somit wurden in Vollzug des Sächsischen Denkmalschutzgesetzes bauvorbereitende Grabungen sowie die archäologische Begleitung von Verwahr- und Sicherungsarbeiten durch das Sächsische Landesamt für Archäologie veranlasst und von 2010 bis 2013 durchgeführt. Im Ergebnis dieser Arbeiten konnte ein komplexes System von untertägigen Anlagen wie Stollen, Blind- und Tagesschächten, Gesenken und seitlichen Auffahrungen auf über 130 m Länge nachgewiesen und dokumentiert werden. Neben den oben erwähnten zahlreichen Holzfunden wurden auch Gezähe, Bekleidungs- und Keramikfragmente geborgen.
Ob es sich bei dem untersuchten Gebiet um das Ursprungsgebiet des Sadisdorfer Bergbaus handelt muss zunächst spekulativ bleiben. Es erscheint jedenfalls plausibel, dass die frühen Bergbautreibenden die Lagerstätte zunächst durch horizontale Auffahrungen von den Talhängen aus aufschlossen, als in aufwendiger Weise Schächte zu teufen (diese wurden später zur Wetterführung notwendig). Außerdem konnte man an den Talflanken ausstreichende Gänge ins Lagerstätteninnere weiterverfolgen und abbauen. Der gleichzeitige talwärtige Abfluss von Grubenwässern war dabei ein willkommener Nebeneffekt.
Ob es sich um Prospektions- oder produktiven Bergbau oder um eine Kombination aus beiden handelte, wird gegenwärtig noch diskutiert.
Am 28. Juli 1473 wurde Melchior von Carlowitz mit dem Rittergut Naundorf mit allen Bergwerken und Seifen belehnt. Gewonnen wurde Eisen, Zinn und Kupfer. Der Bergbau im Bereich der Kupfergrube „uff’n Grünwald“ ist aus dem Jahr 1473 aktenkundig. Nach seinem Tod übernahm sein Bruder Friedrich von Carlowitz das Rittergut. Er wird in einer Belehnung vom 18. September 1476 genannt. 1483 wurde Hans Kölbel von Geising als Besitzer des Rittergutes genannt. 1484 wurde ihm das Sadisdorfer Bergwerk von dem Freiberger Bergmeister verliehen. Sein Sohn und Nachfolger, Bartel Kölbel, erhielt am 11. Februar 1502 von Herzog Georg für 15 Jahre weitgehende Bergprivilegien verliehen. Unter seinem Sohn, Georg Kölbel, kam es mit dem Bergamt Glashütte zum ständigen Streit um die Bergbaurechte in der Grundherrschaft. Mit dem Vertrag vom 8. September 1557, der eine Vasallenbergamtsordnung darstellt, erhielt Kölbel von Kurfürst August alle Rechte des niederen Bergregals. Kupfererze waren aufgrund ihres Silbergehaltes davon ausgenommen. Die wichtigste Grube war die Hilfe Gottes Grube. Schrittweise wurden mit ihr die anderen Berggebäude Neue Gabe Gottes Fundgrube, Auferstehung Christi Fundgrube, Beschert Glück Fundgrube, Segen Gottes Fundgrube und St. Georgen Fundgrube mit Tiefen Erbstolln konsolidiert.
In den Grubengebäuden wurden Zinn- und Kupfererze im Weitungsbau durch Feuersetzen gewonnen.
1607 übernahm Wilhelm von Schönberg, verheiratet mit Anna Kölbel, das Rittergut Naundorf mit allen Bergbaurechten. Nach seinem Tod musste seine Witwe aufgrund von Erbstreitigkeiten die Kupfergrube mit allem Zubehör, Schmelzhütten, Gezeugen, Pochwerken und Zinnzehnten verkaufen.
Am 22. Januar 1622 wurde für das Rittergut Naundorf mit allen Rechten ein Lehnbrief für Heinrich von Bernstein, der mit Anna Kölbel verheiratet war, ausgestellt. 1626 wurde mit den ehemaligen Käufern ein Vergleich über die Rückabwicklung des Verkaufes geschlossen. 1628 kaufte Günther von Bünau der Lauensteiner Linie das Rittergut und alle Rechte.
Durch den Weitungsbau entstanden sich ständig vergrößernde Hohlräume im Lagerstättenkörper. Erreichen diese Hohlräume eine kritische Größe, kann das Umgebungsgestein die auftretenden Lasten nicht mehr aufnehmen und die Hohlräume gehen zu Bruch. 1628 soll ein solcher Weitungsbruch 31 Todesopfer unter den eingefahrenen Bergleuten gefordert haben. Infolgedessen kam es zu massiven Wasserzuflüssen und die Grube soff ab.
Zur Wasserlösung wurden 1633 der Georgen- oder Mittelstolln aufgefahren. Dies ist insofern erwähnenswert, da während des Dreißigjährigen Krieges die Bergbauaktivitäten im Erzgebirge allgemein rückläufig waren. Laut Balthasar Rösler brachte der St. Georgen Stolln eine Teufe von 25 Lachtern ein und die Gruben hatten eine Teufe von 100 Lachtern erreicht.
Trotz negativer Erfahrungen wurde zur Erzgewinnung weiterhin Feuersetzen und Weitungsbau angewandt und es kam zu weiteren Grubenverbrüchen.
1636 teufte die Grube Hilfe Gottes einen eigenen Schacht. Bisher hatte sie über die Grube Segen Gottes gefördert. Zur Förderung aus 157 m Teufe wurde ein Pferdegöpel errichtet. Daneben wurde ein 260 m langes Feldgestänge zur Wasserhebung bis zum St. Georgen Stolln errichtet, das vom Wasser des Saubaches angetrieben wurde. Des Weiteren existierten im Saubachtal zwei Pochwerke zur Erzaufbereitung.
Abgebaut wurden Zinn- und Kupfererze. Da für die Kupfererze die Pflicht des Zehnten bestand, scheute man den Aufwand der Förderung und Aufbereitung und beließ diese Erze in der Grube. Das wurde bei einer behördlichen Befahrung der Gruben 1647 bemerkt, und angeordnet diese Erze zu fördern und zu verzehnten. So wurden z. B. 1651 387,5 Pfund (181 kg) Kupfer und 15 Lot (220 Gramm) Silber ausgebracht.
1660 kaufte Günther von Bünau die dem Dresdner Kaufmann Georg Niere gehörende Segen Gottes Fundgrube und vereinigte sie mit seiner Grube zur Segen und Hilfe Gottes Kupfergrube. Nach dem Tod Bünaus kam es zwischen Georg Niere und den Erben zu einem Prozess, in dessen Verlauf die Gruben aufgegeben wurden.
Im August 1670 wurde der Bergbau wieder aufgenommen. Eine Generalbefahrung am 14. August 1677 bescheinigt der bergbautreibenden Gewerkschaft eine schlechte Betriebsführung. Grund der Generalbefahrung war wahrscheinlich der Tod von zwei Bergleuten durch Schwaden beim Feuersetzen. Offensichtlich wurde aber nichts geändert, denn am 2. Mai 1679 kam es beim Feuersetzen erneut zu zwei Todesfällen.
Im Jahr 1684 kam es zu einem Tagesbruch im Gebiet der ehemaligen Grube Hilfe Gottes. Am 23. April 1686 fiel der größten Bruch in der Kupfergrube. Der Bruch ereignete sich in Anwesenheit einer Generalbefahrung und setzte sich bis in eine Tiefe von ca. 100 m fort und führte zur Entstehung der Kupfergrübner Pinge. Nach dem Antreffen von reichen Zinnerzen im Gebiet der ehemaligen Grube Auferstehung Christi baute man im Pöbeltal eine dritte Pochwäsche. Trotz guter Erzanbrüche wurde weiterhin Zubuße eingefordert. Viele Gewerken gaben ihre Kuxe auf. 1694 übernahm Rudolf von Bünau die losgesagten Kuxe. Im selben Jahr wurden reiche Kupfererze angebrochen und eine Kupferhütte errichtet, die 1696 mit zwei Öfen in Betrieb genommen wurde.
Am 1. September 1709 ging das Füllort des Kunst- und Treibeschachtes zu Bruch. Daraufhin wurde ein neuer, 40 Lachter tiefer Schacht niedergebracht. Auf Drängen der Brüder Bünau befuhr Ende 1713 der Freiberger Bergmeister Goldberg die Grube. Er empfahl, trotz guter Erzanbrüche, den Raubbau auf den oberen Sohlen einzustellen und Tiefbaue aufzufahren. 1714 wurde mit der Teufe eines neuen Schachtes begonnen und dieser mit einem Pferdegöpel ausgerüstet. Im selben Jahr kam es zu einem neuen Tagesbruch. Auch der St. Georg Stolln war mit Bruchmassen verschüttet worden. Das installierte Kunstgezeug war zu schwach, um die Wässer auf den oberen Stolln zu heben.
Bis 1718 wurde mit 200 m die größte damalige Abbauteufe erreicht, weswegen erneut Maßnahmen zur Grubenentwässerung notwendig wurden. So wurde nach 1726 am Zusammenfluss von Sandbach und Saubach mit der Auffahrung des Tiefen Kupfergrübner Stollns begonnen. Nach der Eröffnung eines Konkursverfahrens über das Vermögen von Rudolph von Bünau erwarb der Königliche Floßmeister Samuel Klemm in der Zwangsversteigerung 1729 das Rittergut für 22.100 Taler. Unter Klemm kam die Grube zu neuer Blüte. Die Belegschaft betrug 71 Mann und es waren 11 Pochwäschen in Betrieb. So erreicht das höchste Ausbringen an Kupfer 1730 6342 kg und das höchste Ausbringen an Zinn 1732 8551 kg. Offensichtlich war das Schmelzen der komplexen Erze schwierig. So wurden Zinnspeise, Kupferspeise (5-10 Prozent Arsen) und Glockenspeise (60 Prozent Kupfer und 40 Prozent Zinn) zur Aufbereitung nach Dresden geliefert. 1739 musste der Vortrieb des Tiefen Stollns bei 110 Metern nach dem Anfahren eines Rhyolithganges wegen dessen großer Härte aufgegeben werden. Nach dem Tod von Samuel Klemm trat 1748 sein Sohn Johann Samuel Klemm die Nachfolge an. Nach dem Zusammenbruch des neuen Hauptschachtes samt Treibegöpel und Kunstgezeug, gab Klemm die Grube 1769 auf. Seine Rezessschuld betrug 12.800 Taler. Er starb noch im selben Jahr.

### 1769 bis 1893
Seit 1769 war die Familie Annisius Eigentümer des Rittergutes. Im Jahr 1819 Jahr wurde Christoph Anton Ferdinand von Carlowitz als weiterer Eigentümer genannt. Er ist ein direkter Nachfahre des Melchior von Carlowitz. 1820 erscheinen neben Christoph Anton Ferdinand von Carlowitz seine beiden Neffen Albert von Carlowitz und Ernst Maximilian von Carlowitz als Miteigentümer. 1831 übertrug er seinen Anteil auf die beiden Brüder. Ab 1842 war Albert alleiniger Eigentümer.
1832 wurde eine Gewerkschaft gegründet. Diese begann den Tiefen Stolln als Kupfergrübner Erbstolln aufzuwältigen. Bei 80 Meter vom Mundloch wurde ein NE-SW streichender Gang, der Faule Morgengang überfahren. Der Stolln wurde im Gang weiter aufgefahren. 1838 überfuhr man bei 460 Metern vom Mundloch den Unvermutet Glück Morgengang. Der Vortrieb wurde vorerst eingestellt und der Abbau von Zinnerz auf dem Gang aufgenommen. 1845 wurde eine Pochwäsche unterhalb von Niederpöbel gebaut. Zwischenzeitlich hatte man den Vortrieb im Stolln auf dem Faulen Morgengang wieder aufgenommen. Bei 540 Metern verließ man den Faulen Morgengang und fuhr einen Querschlag in Richtung Pinge auf. 1846 stand das Ort bei 582 Metern. Nach 650 Metern schlug man 1851 in den alten Treibeschacht durch. Der Stolln kam 42 Meter unter dem St. Georg Stolln in das Grubengebäude ein. Der Abbau auf dem Unvermutet Glück Morgengang musste 1851 nach dem vertauben des Ganges aufgegeben werden.
Zwischenzeitlich gab es auch wieder Differenzen mit dem Altenberger Bergamt. Die Grundherrschaft Naundorf durfte nur auf Zinn, aber nicht auf Kupfer bauen. Nach einem Einspruch von Carlowitz, der sich auf den Vertrag von 1557 berief, wurden ihm am 30. August 1843, befristet auf 20 Jahre, die Abbaurechte für Kupfer und andere Metalle verliehen. 1846 verkaufte er das Rittergut für 75.000 Taler an den Ökonomierat Wilhelm Eduard Otto. Am 22. Mai 1851 wurde das „Gesetz über den Regalbergbau im Königreich Sachsen“, das zur Abschaffung der Vasallenbergämter führte, beschlossen. Dieses Gesetz trat am 5. Januar 1852 in Kraft. Otto trat seine Rechte schon am 12. Dezember 1851 ab.
Auf der Kupfergrübner-Erbstolln-Sohle fuhr man bis 1853 zahlreiche Strecken auf und baute die anstehenden Erze ab. Hier gab es jetzt wieder die Probleme der Trennung der gemeinsam auftretenden Kupfer- und Zinnerze. Der 1853 aufgefundene Parallelgang, ein Morgengang, führte eine reiche Vererzung von Zinn mit sulfidischen Erzen. In der Aufbereitung ließen sich die Erze nicht trennen und die Hütten nahmen das Konzentrat nicht ab. Die Versuche, eine angetroffene Molybdänvererzung aufzubereiten, schlug ebenfalls fehl. Man fasste den Plan, die Lagerstätte in der Tiefe aufzuschließen, war dazu aber finanziell nicht in der Lage.
Ein Ausweg war die Konsolidierung des Bergbaus im Revier. Zu diesem Zweck wurde am 22. März 1854 die Gewerkschaft Pöbler Bergbauverein gegründet. Beteiligt waren die Gruben St. Michaelis samt Himmelsfürst Fundgrube, Milde Hand Gottes Erbstolln, Kupfergrube Fundgrube, Eule Fundgrube samt Hoffnung zu Gott Erbstolln, Zinnfang Erbstolln und Eichhorn Erbstolln. Zum Gründungstermin waren allerdings Eule Fundgrube samt Hoffnung zu Gott Erbstolln und Zinnfang Erbstolln schon eingestellt. Von den 128 Kuxen konnten nur 64 Kuxe vergewerkt werden. Nach der Gründung wurde der Eichhorn Erbstolln eingestellt. Die Grube St. Michaelis samt Himmelsfürst Fundgrube wurde in Fristen gehalten.
1855 wurde in der Kupfergrube der Rote Gang, ein Morgengang, untersucht. Dieser streicht südöstlich der Pinge parallel zum Faulen Gang. 1856 wurden die Arbeiten bei Kupfergrube Fundgrube und Milde Hand Gottes Erbstolln eingestellt. Es sollte ein neuer Zentralschacht zur Untersuchung der Lagerstätte geteuft werden.
Am 17. Dezember 1856 wurde mit der Teufe des Schachtes begonnen. Der Schacht wurde nach dem Altenberger Bergmeister Julius Friedrich Perl Perlschacht genannt. Aufgrund der hohen Zubußen wurden weiter Kuxe losgesagt. Um die Finanzierung des Projektes zu verbessern, sollte die Kupfergrube als Aktiengesellschaft neu gemutet werden. Der Pöbler Bergbauverein verpachtete sie aber an einen englischen Unternehmer, der Molybdän- und Wolframerze fördern wollte. Dieser verschwand allerdings nach kurzer Zeit. Nachdem eine Chemiefabrik in Prag Interesse an den Molybdänerzen bekundet hatte, erhielt die Grube am 28. Dezember 1859 aus dem „Fonds für außergewöhnliche Bedürfnisse im Bergbau“ 300 Taler Vorschuss für Vorrichtungsarbeiten zur Molybdängewinnung. Das Feld des Perlschachtes wurde als Silberhoffnung Fundgrube eingetragen und mit der Kupfergrube zur Silberhoffnung samt Kupfergrube Fundgrube vereinigt. Nachdem die Molybdänerze abgebaut waren, kam es 1863 zur Krise des Bergbauvereins. Es fand sich kein Grubenvorstand für den mittellosen Verein.
Der Staat übernahm daraufhin 1867 von den 128 Kuxen 104 Kuxe in den Altenberger Bergbegnadigungsfonds. Die Grube wurde jetzt als Kommungrube weiter geführt. Der Betrieb fand nur im Perlschachtrevier statt. Zwischen 1868 und 1889 wurden 175.150 Mark Zubuße bezahlt. Ausgebracht wurden 77 Tonnen Erz mit einem Erlös von 38.540 Mark. Ein Bergbau in der Kupfergrube hat nicht stattgefunden. 1889 wurden jedoch 4,2 Tonnen Molybdänerze abgerechnet, die wahrscheinlich im Zuge der Schließung der Grube abgebaut wurden. Im Mai 1889 wurden alle Arbeiten eingestellt. Am 1. Juni 1889 beschloss die Gesellschafterversammlung die Liquidation der Gesellschaft. Bei einer öffentlichen Versteigerung erwarb der Niederpöbler Mühlenbesitzer F.C.E. Krumpolt alle Rechte. Am 1. April 1893 wurde die Silberhoffnung samt Kupfergrube Fundgrube losgesagt.

### 1903 bis 1923
Im April 1903 mutete der Prager Fabrikant und kaiserliche Rat Josef Richard Sobitschka Edler von Wiesenhag das Revier der Kupfergrube. Die Aufwältigung des Tiefen Stollns (Kupfergrübner Stolln) erreichte nach 650 Metern das Grubengebiet. 1905 wurde der St. Georgen Stolln als zweiter Fluchtweg aufgewältigt. Bis 1909 mussten 155.457 Mark an Zubußen gezahlt werden. Der Wert der verkauften Erze betrug im gleichen Zeitraum 141.204 Mark. Gefördert wurden Wolfram und Molybdän, vor allem aus Versatzerzen in der Grube. Die Belegschaftsstärke betrug 43 Angestellte. 1909 wurde an der Grube eine Aufbereitung errichtet. Aufgrund der guten Wirtschaftslage der Grube konnte nach Tilgung der Schulden zwischen 1910 und 1913 Ausbeute in Höhe von 31.500 Mark gezahlt werden. 1910 wurde zur Verhüttung des Wolframkonzentrates in Schmiedeberg eine Schmelzhütte errichtet. In der Grube wurden die ungarischen Hunte durch schienengebundene Hunte ersetzt. 1912 wurde in der stillgelegten Hütte eine Aufbereitungsanlage eingebaut, aber schon 1913 wieder stillgelegt. Erhalten blieb nur die elektromagnetische Erzscheidung. Mit dem Beginn des Ersten Weltkrieges sank die Belegschaftszahl auf 18 Angestellte und das Ausbringen der Grube fiel auf 50 Prozent des Vorkriegswertes. Die Vervierfachung des Wolframpreises 1915 kam der Grube zugute, obwohl das Wolframausbringen von 13,7 t im Jahr 1914 auf 5,3 t im Jahr 1915 fiel. Ab 1917 wurden in der Grube Druckluftbohrhämmer der Flottmann-Werke eingesetzt. Ab 1918 pachtete die in Berlin ansässige Kriegsmetall AG die Grube. Die Anzahl der Beschäftigten stieg auf 54 und in der Grube wurde zur schnellen Erzgewinnung Raubbau betrieben. Der Erlös verdreifachte sich 1918. Am 30. April 1919 wurde der Pachtvertrag aufgehoben. Mit dem Ende des Ersten Weltkrieges fielen die Preise für Wolfram und Molybdän unter das Vorkriegsniveau. Gleichzeitig stiegen die Preise für Ausrüstungsgegenstände und Maschinen stark an. Die wirtschaftliche Existenz der Grube war damit nicht mehr gegeben. Der Besitzer zog sich aus dem Geschäftsleben zurück und übersiedelte nach Wien. 1922 wurde der Betrieb eingestellt und nach Ablauf der Frist am 31. Dezember 1923 fiel die Grube ins Freie.

### 1935 bis 1954
Eigentümer der Kupfergrube war seit Oktober 1935 Frl. M. Müller und Genossen mit Sitz in Aussig, der Betrieb wurde am 15. Februar 1936 aufgenommen. Im Januar 1937 übernahm das Land Sachsen die Grube. Ab dem 1. August 1937 wurde die Grube von der staatlichen Sachsenerz Bergwerksgesellschaft mbH übernommen. Die Lagerstätte wurde geologisch untersucht, die Vorratssituation bis zur 115-m-Sohle neu bewertet und die Grubengebäude auf eine Gewinnung und Förderung vorbereitet.
 1937 wurden mit 32 Beschäftigten die ersten 1.915 t Erz gefördert.
Wahrscheinlich begann man schon 1938 mit der Teufe des Schachtes 1. Im September 1941 begannen die Vorarbeiten zur Teufe des Schachtes 2. Im Februar 1942 wurde das Fördergerüst errichtet. 1943 wurde mit dem Bau einer Aufbereitungsanlage begonnen.
Nach der Übernahme der Sachsenerz Bergwerksgesellschaft mbH durch die Sachsenerz Bergwerks AG zum 1. April 1944 gehörte die Grube als Betrieb Sadisdorf zur Betriebsabteilung Altenberg der Sachsenerz Bergwerks AG.
Nach dem Ende des Zweiten Weltkrieges wurde der Betrieb bis auf Unterhaltungsarbeiten eingestellt.
Am 4. Juni 1946 erging der Befehl Nr. 23 des Stellvertreters des Obersten Chefs der SMA, Generalmajor Dubrowski, zum Wiederaufbau der Schachtanlagen bzw. zur Wiederaufnahme der Förderung auch an die Kupfergrube Sadisdorf. Am 1. August 1946 wurde die Grube formal der neu gegründeten Industrieverwaltung 6 unterstellt. Am 1. Juli 1948 wurde die Grube als VEB Kupfergrube Sadisdorf der an diesem Tag gegründeten VVB Buntmetall unterstellt. Ab 1949 lief der Grubenbetrieb unter dem Namen VEB Zinnerz Sadisdorf.
In der Betriebsperiode von 1947 bis 1953 wurde die geologische und lagerstättenwirtschaftliche Bewertung des Greisenköpers weitergeführt und mit dem Abbau zwischen der 30-m- und der 0-m-Sohle begonnen. Gleichzeitig begann der Aufbau einer eigenen Aufbereitungsanlage.
Nach den Ereignissen am 17. Juni 1953 wurden die Investitionen in der Schwerindustrie eingeschränkt. In der Folge wurden deshalb alle Arbeiten in der Lagerstätte eingestellt. Es erfolgte jetzt eine Konzentration der Arbeiten auf die Lagerstätte Altenberg.
Ab Mitte der 1980er Jahre erfolgte eine erneute Erkundung durch den staatlichen geologischen Dienst der DDR im Bereich der 0-m- und 30-m-Sohle. Die Lagerstätte wurde perspektivisch als Ersatz für das Auslaufen der Lagerstätte Altenberg 2020 vorgesehen. Der Abbau sollte analog zu Altenberg im Schubortbetrieb stattfinden und die Erze über einen ca. 11 Kilometer langen Querschlag nach Altenberg transportiert und in der dortigen Aufbereitung aufbereitet werden. Diese Arbeiten wurden jedoch mit den politischen Umbrüchen 1990 eingestellt.
Einen Überblick über die ausgebrachten Mengen an Zinnerz und Zinn (soweit bekannt) vermittelt die nachfolgende Tabelle.
| Betriebszeitraum | Ausbringen im Konzentrat (t)            | Masse Fördererz (t)         |
| ---------------- | --------------------------------------- | --------------------------- |
| 1666–1769        |                                         | 75.388 (Greisen, Kupfererz) |
| 1905–1921        | 39,7 Molybdän, 281,5 Wolfram, 81,4 Zinn |                             |
| 1937–1941        |                                         | 27.929 (Zinn-Wolframerz)    |
| 1947–1953        | 12.653 Zinn                             | 47.548 (Roherz, trocken)    |

### Gegenwart und Perspektive

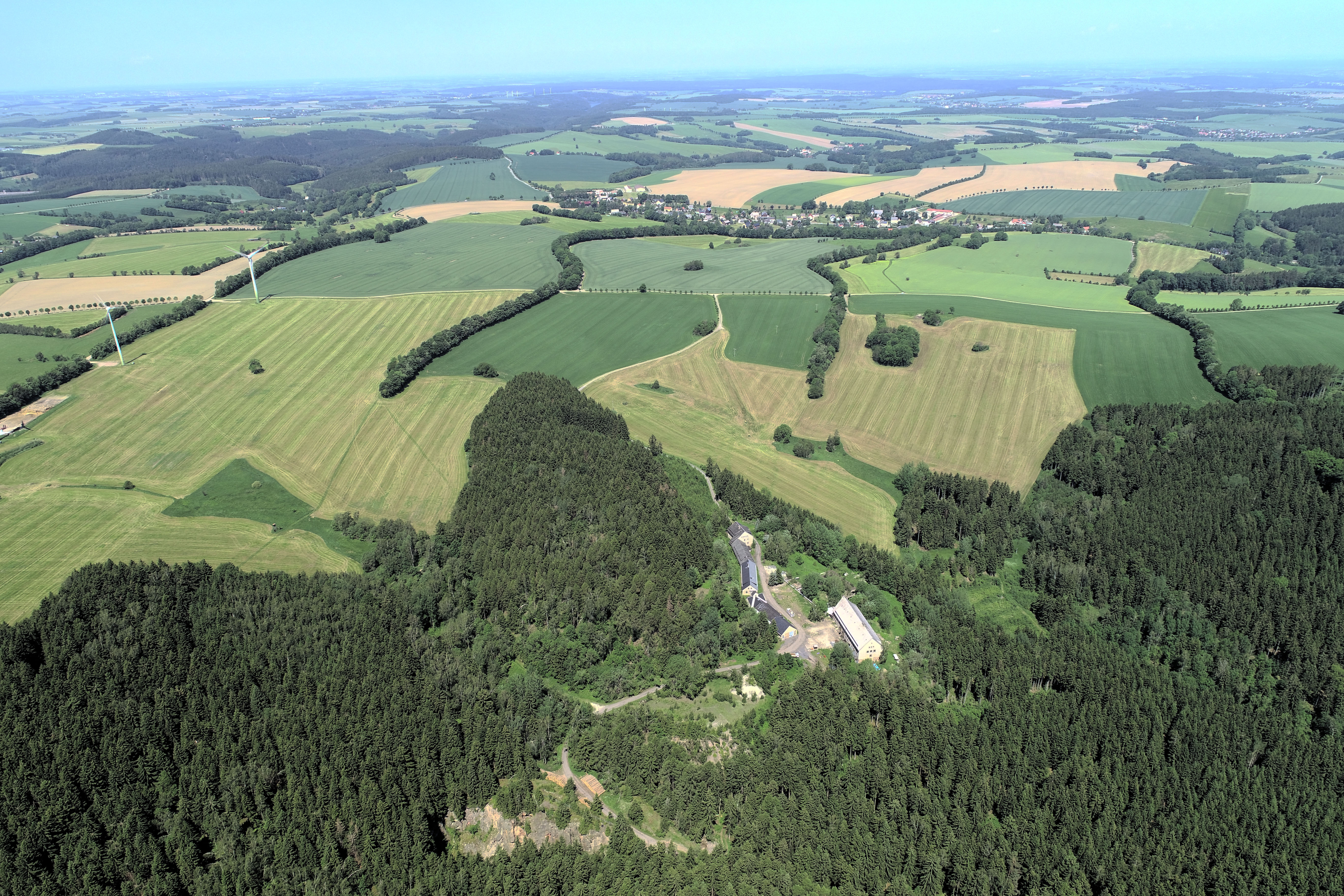
Die Tagesanlagen aus den 1930/40er Jahren im heutigen Zustand in der Landschaft des Osterzgebirges. Am unteren Bildrand (linksmittig) die Pinge. Aufnahmerichtung von Süd nach Nord. Die Horizontlinie markiert etwa das Elbtal.

Im Zuge der steigenden Rohstoffpreise wurde die Lagerstätte wieder interessant. Am 26. November 2007 erhielt die Tinco Exploration Inc. mit Sitz in Vancouver eine Aufsuchungserlaubnis. Im September 2008 reichte sie beim Sächsische Oberbergamt einen Betriebsplan zur Sanierung des Kupfergrübner Stollns ein. Im Juni 2011 gab das Unternehmen die Lizenz zurück.
Im Februar 2013 erteilte das Sächsische Oberbergamt die bergrechtliche Erlaubnis zur Erkundung auf Zinn, Wolfram, Kupfer, Molybdän, Wismut, Tantal, Zink, Indium, Gallium, Germanium, Gold, Silber, Cäsium, Rhenium, Lithium und Vanadium an die Sachsenzinn GmbH Chemnitz. Diese ist eine 100-prozentige Tochter der Tin International Pty Ltd mit Sitz in Brisbane, die wiederum zu 60,33 Prozent der Deutschen Rohstoff AG gehört.
2014 konnten Zinnerzressourcen von 3,36 Millionen Tonnen mit einem Zinngehalt von 0,44 Prozent und einem Inhalt von 15.000 t Zinn nach dem JORC-Standard ausgewiesen werden. Bisher wurden Ressourcen von 12,2 Mill t mit einem Zinngehalt von 0,23 Prozent und einem Inhalt von 28.000 t Zinn ausgewiesen. In diesem Fall betragen die Selbstkosten bei der Gewinnung 38.000 €/t Zinn. Bei einem eventuellen Abbau wird dieser im Tagebau erfolgen.
Am 1. Dezember 2015 wurde die Sachsenzinn GmbH in die Tin International AG mit Sitz in Leipzig umgewandelt. Die Muttergesellschaft Tin International Pty Ltd schüttete ihre Anteile als Dividende an die Aktionäre aus und wurde 2016 liquidiert. Die Deutsche Rohstoff AG übernahm 61,55 Prozent der Anteile an der Tin International. 2015 wurde der Kupfergrübner Stolln aufgewältigt und zugängig gemacht. Im Mai 2017 gründete die Tin International AG ein Joint Venture mit der Lithium Australia mit Sitz in Perth. Das Unternehmen verfügt über ein Aufbereitungsverfahren („Si Leach“), mit dem es möglich ist, Lithium aus den Sadisdorfer Erz- bzw. Mineralisationsparagenesen zu lösen. Im Dezember 2017 erfolgte die Ausweisung von 25 Millionen Tonnen Lithiumrohstoff mit einem Inhalt von 47.000 t Lithium nach JORC. Diese Ergebnisse bildeten die Grundlage für gezielte Bohrungen im Lagerstättenkörper Ende 2017/Anfang 2018, welche die Ergebnisse von Bohrungen und Untersuchungen vergangener Jahrzehnte bestätigten. Eine kurz- bis mittelfristige Wiederaufnahme bergbaulicher Aktivitäten auf dieser Grundlage bleibt abzuwarten.
Im Juni 2018 verkaufte die Tin International AG alle Lizenzen an den Lagerstätten Sadisdorf und Hegelshöhe an die Lithium Australia und erhielt als Verkaufspreis 500.000 € und fünf Prozent der Aktien der Lithium Australia im Wert von 1.500.000 €. Die Lithium Australia übertrug alle Rechte auf ihre 100-prozentige Tochter, die am 22. April 2017 gegründete Trilithium Erzgebirge GmbH mit Sitz in München.
Im Januar 2021 gab die Lithium Australia ihre Lizenz zu Sadisdorf zurück. Am 8. Juni 2021 wurde die Deutsche Lithium GmbH mit Sitz in Freiberg neuer Eigentümer der Bergbaulizenz für Sadisdorf. Die Lizenz ist bis zum 30. Juni 2026 gültig. Zum 21. Juli 2023 wurde die Deutsche Lithium GmbH in Zinnwald Lithium GmbH umbenannt. Die Zinnwald Lithium GmbH ist eine 100-prozentige Tochter der 2012 in London als Erris Resources Plc gegründeten Zinnwald Lithium Plc.

### Zeittafel
| Zeitraum              | Ereignis0 |
| 1412                  | Ersterwähnung des Schmiedewerkes zu Naundorf |
| um 1500               | Ersterwähnung zahlreicher Gruben wie Hilfe Gottes, Segen Gottes, Auferstehung Christi, Beschert Glück Sankt Georgen, Abbau in den Kürbis-/Löwenberger Gruben, Eule, Drei Brüder, Himmleiches Heer Erbstolln, Wenzelstolln, Wolfgang Christi, Drei Georgen, Steinhains Zeche, Dorothea und weitere |
| 1541–1666             | Abbau in den Gruben Eule, Silber-Creuz, Heilige Dreifaltigkeit, St. Christophs Zug, Hieronymus, St. Georgius, Haus von Sachsen Erbstolln |
| 1544–1602             | Abbau in der Windleithe Fundgrube |
| 1561                  | Ersterwähnung Hoffnung zu Gott Stolln |
| 1577                  | Belehnung der Kupfergrube Milde Hand Gottes |
| 1584                  | Aufschluss der Creuz Fundgrube bei Sadisdorf |
| 1587                  | umfangreicher Abbau in der Eule-Fundgrube, Auffahrung des Tiefen Stollns am Pöbelbach |
| 1592                  | Auflassung der Eule-Fundgrube |
| um 1600               | Zinnabbau in den Gruben Oberer St. Johannes, Milde Hand Gottes, Heilige Dreifaltigkeit und weiteren, Ersterwähnung der Zinngruben am Hohen Hau |
| 1608                  | Ersterwähnung der Grube Beschert Glück und des Erbstollns bei Sadisdorf |
| 1615–1627             | Ersterwähnung des Alten Erzengler Zuges am Niederen Brandberg |
| 1618                  | Ersterwähnung des Zinnkluft-Bergbaus bei Niederpöbel |
| 1624–1641             | Die Zinnkluft-Gruben Hilfe Gottes, Engel, St. Barbara, Alte Zeche, Königin, Finken Flog und weitere in Betrieb |
| 1638                  | Abteufen eines Förderschachtes auf Hilfe Gottes und mehrerer Wasserlösestolln wie St. Georgen-Stolln. Größter Ertrag der Grube Hilfe Gottes |
| 1660                  | Vereinigung der Gruben Segen Gottes und Hilfe Gottes; Abbaustillstand in 200 m Teufe |
| 1661                  | Erschließung der Zinngrube Beschert Glück, St. Johannes und Christi Himmelfahrt |
| 1673                  | Vereinigung der Gruben Beschert Glück, St. Johannes und Christi Himmelfahrt |
| 1684                  | Tagesbruch von 40 m auf der Grube Hilfe Gottes |
| 1686                  | Tagesbruch von 100 m auf der Kupfergrube Sadisdorf |
| 1696                  | Bau der Kupferhütte Niederpöbel |
| 1714                  | erneuter Tagesbruch auf der Kupfergrube Sadisdorf |
| 1716                  | Ersterwähnung der Grube Oberer Löwe am Kirbsberg |
| 1728                  | Auffahrung des Wasserlöse-Stollns Prophet Samuel |
| 1730                  | bis dahin umfangreichster Kupferabbau in Sadisdorf, Ersterwähnung der Silberschurf Fundgrube am Kirbsberg |
| 1738–1769             | Kupferabbau in den Gruben Gottes Gabe, Mittlerer Löwe und Neuer Segen Gottes |
| 1757–1803             | Auffahrung des Tiefen Stollens bei Sadisdorf |
| 1767                  | Ersterwähnung der Kupfer- und Bleigewinnung im Bereich der Gruben Unverhofft Glück und Weise Frau |
| 1772                  | Stilllegung der Gruben am Niederen Brandberg und am Hohen Hau |
| 1794–1805             | aktiver Bergbau in den Gruben Weiße Frau Erbstollen, Unverhofft Glück und Auffahrung des Neuglück Morgenganges |
| 1799                  | Stilllegung der Windleithe Fundgrube bei Naundorf |
| 1805–1808             | Auffahrung des Zinnfang Erbstollens bei Niederpöbel |
| 1812                  | Die Gruben Güte Gottes, Neubeschert Glück und Erbstollen Hennersdorf westlich der Zinnklüfte in Betrieb |
| 1833                  | Abbau auf der Eule Fundgrube samt Silber Hoffnung- und Löwenmuth-Erbstollen |
| 1841                  | Abbau von Flussspat, Schwerspat und Brauneisen im Eichhorn Erbstollen |
| 1835–1846             | Auffahrung des Tiefen Pöbler Hauptstollens mit zwei Lichtlöchern |
| 1850–1851             | Wiederaufwältigung des Tiefen Silber Hoffnung Stollens |
| 1853                  | Stilllegung des Hoffnung zu Gott Stollens |
| 1854                  | Einstellung des Abbaues auf der Kupfergrube Sadisdorf, der Zinnfang-Gruben und im Eichhorn Erbstollen |
| 1856                  | Abteufen des Perlschachtes und von drei zugehörigen Gezeugstrecken |
| 1889                  | Einstellung des Bergbaus an der Eule Fundgrube |
| 1903–1954             | Wiederaufnahme des Abbaues in der Kupfergrube Sadisdorf auf Wismut, Molybdän und Wolfram |
| 1945–1953             | Uranbergbau im Bereich des Perlschachtes und um Niederpöbel durch die SDAG WISMUT |
| 1980er und 90er Jahre | Erkundungsarbeiten durch den staatlichen geologischen Dienst der DDR |
| 2007–2013             | Neubewertung der Lagerstätte auf Lithium- und Metallrohstoffe, Vergabe von Erkundungslizenzen durch das Sächsische Oberbergamt |
| 2017/2018             | Erkundungsarbeiten auf Lithium- und Metallrohstoffe |

### Fotos aus den 1920/30er Jahren

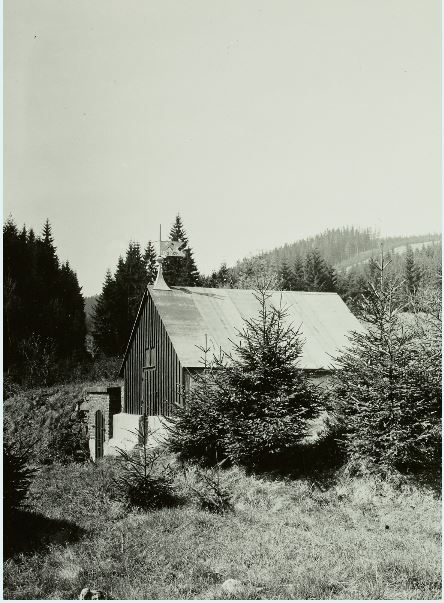
Kaue des „Pingenstollens“ im Saubachtal 1929
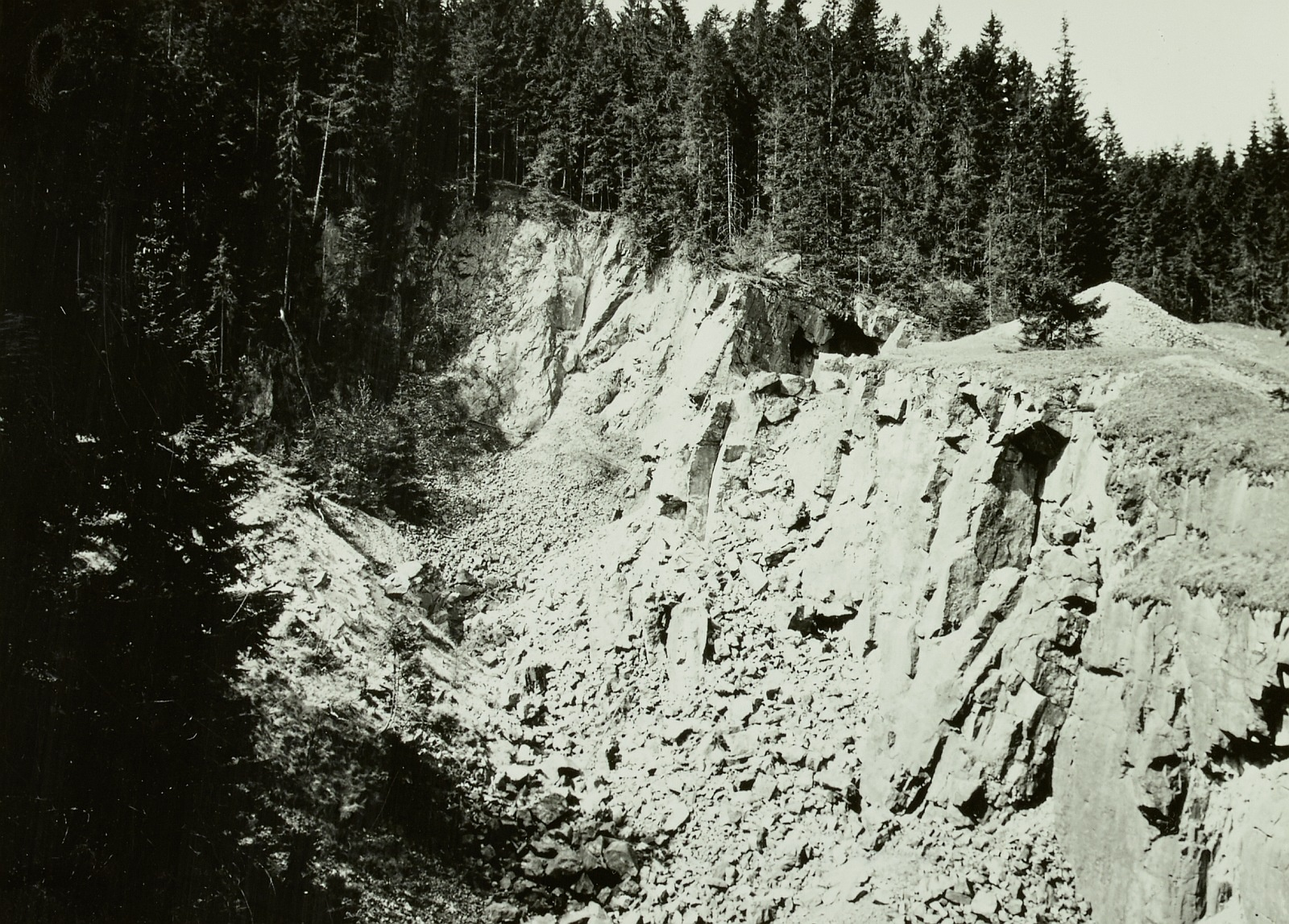
Die Sadisdorfer oder Kupfergrübner Pinge um 1930
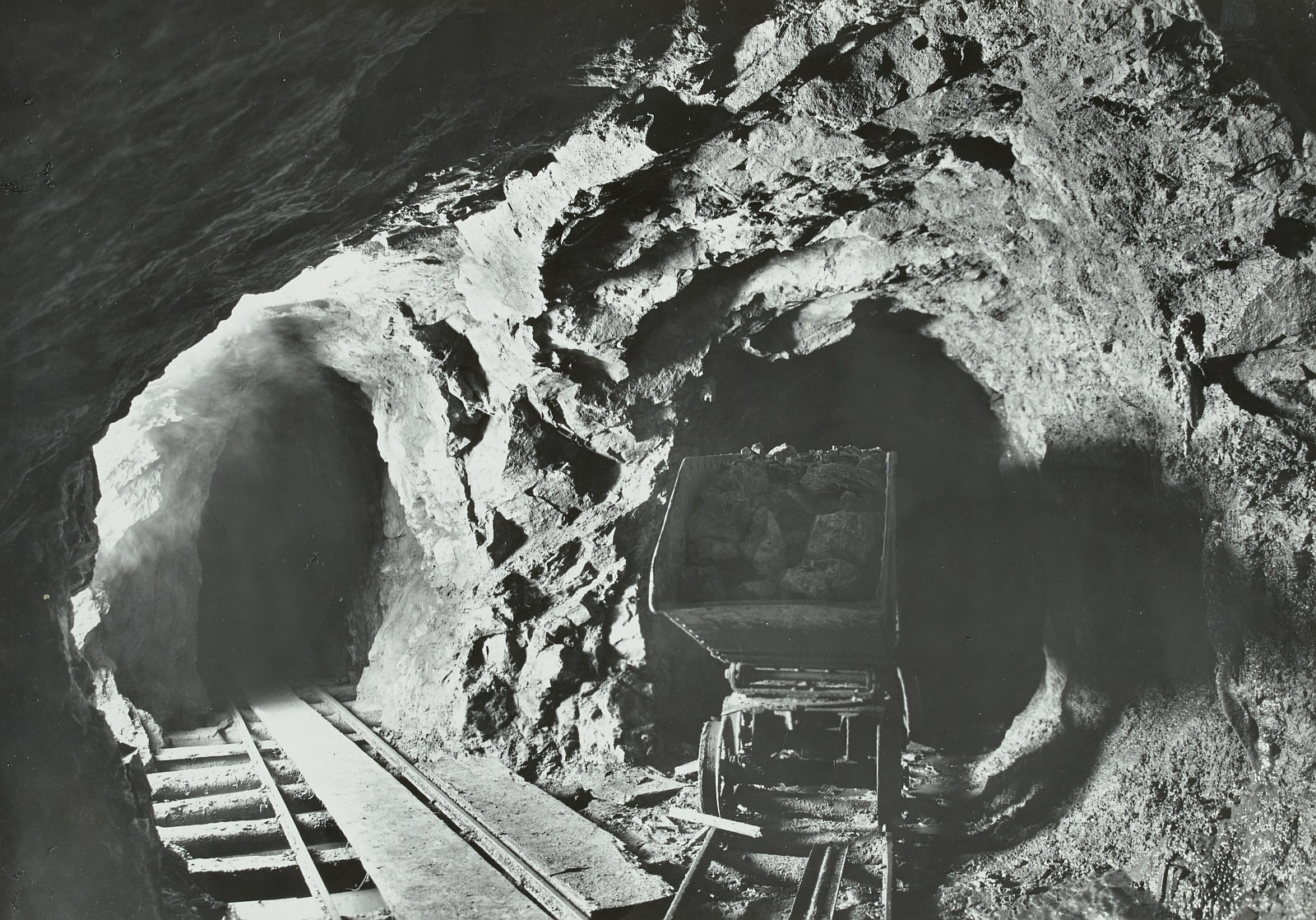
Kupfergrube, Gleisgabel mit Hunt, 1929
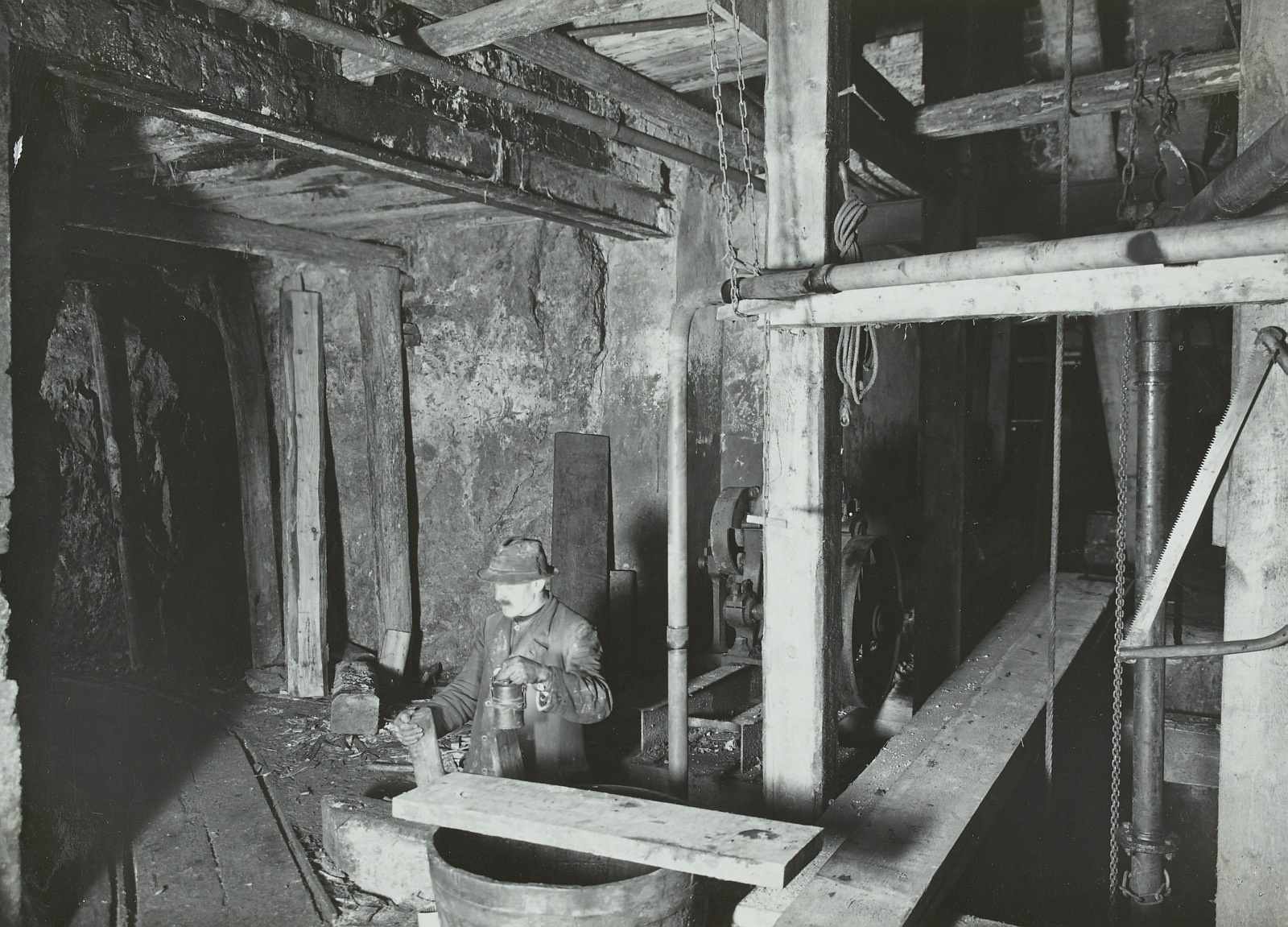
Kupfergrube, Schacht 1, 1929
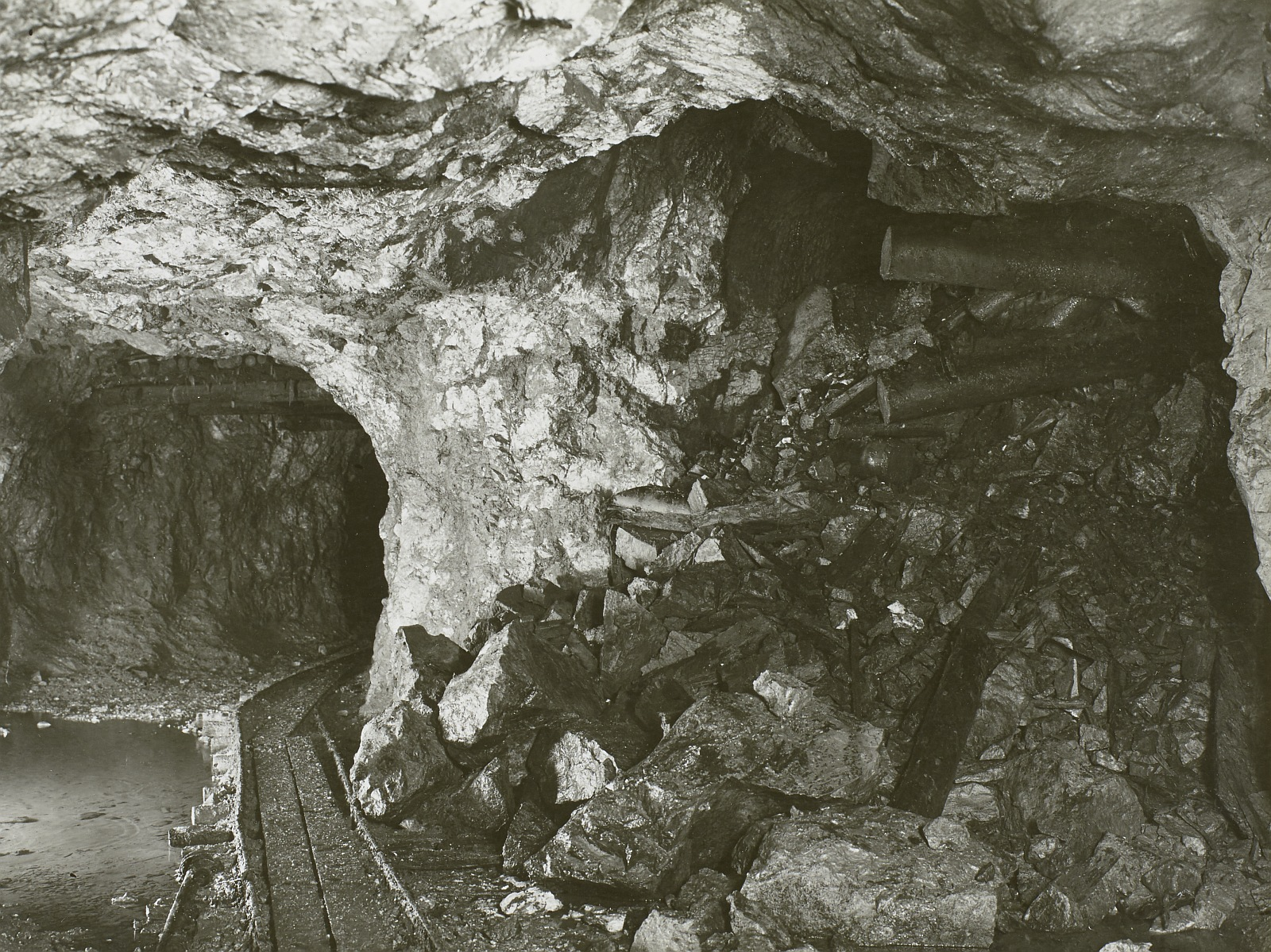
Kupfergrube, sog. „Schubort“, 1929

## Besonderheiten und Wissenswertes
- Im Jahr 1879 entdeckte der schwedische Chemiker Lars Frederik Nilson in dem Mineral Kolbeckit, das aus der Kupfergrube stammte, das Element Scandium (Sc).[2][10]
- Die Bezeichnung „Kupfergrube Sadisdorf“ ist in doppelter Hinsicht inkorrekt bzw. irreführend: Erstens war Kupfer über den gesamten Gewinnungszeitraum nie die Hauptgewinnungskomponente (siehe hierzu auch Kapitel Mineralogie und Erzparagenesen) und zweitens befanden sich die Bergwerksanlagen nicht im Bereich der Ortslage Sadisdorf, sondern auf der Flur Sadisdorf. Einziger direkter Bezug auf den Bergbau in der Ortschaft Sadisdorf ist die sogenannte „Bergarbeitersiedlung“ am östlichen Ortsrand, die wohl in den 1930/40er Jahren im Zusammenhang mit der Wiederaufnahme des Bergbaus im nationalsozialistischen Deutschland errichtet sein dürfte.
- Das in den verschiedenen Gruben geförderte Erz wurde in Pochwerken im Saubach- und Pöbeltal zerkleinert und anschließend weiterverarbeitet. Die Abprodukte der Pochwerke enthielten einen hohen Anteil von Eisenhydroxid (Begleitkomponente der Erzparagenesen) und wurden in die Bäche eingeleitet, deren Wasser sich daraufhin rötlich verfärbte. Da diese Bäche der Roten Weißeritz tributär sind, verfärbte sich deren Wasser ebenfalls rötlich. Daraufhin erhielt der Fluss den heute noch gebräuchlichen Namen „Rote Weißeritz“.[4]
- Durch die abgelegene, meist von Wald umgebene Lage des Bergwerkes blieben die Schachtanlagen nach der Niederlage Deutschlands im Zweiten Weltkrieg von Demontagen im Rahmen der sowjetischen Reparationsforderungen weitestgehend verschont.